# فهرست سرمربیان تیم ملی والیبال ایران
سرمربی تیم ملی والیبال ایران، کسی است  که مسئولیت هدایت تیم ملی والیبال ایران را بر عهده دارد.همچنین در این مقاله اسامی مربیان تیم ملی والیبال ایران از ابتدا تا دوره کنونی ذکر شده است.

## مربیان
| اسم                | از   | تا    | یادداشت |
| ------------------ | ---- | ----- | --- |
| سردار نصرالله‌خان   | ۱۹۵۸ | ۱۹۵۸  | بازی‌های آسیایی ۱۹۵۸ نایب قهرمان |
| فریدون شریف‌زاده    | ۱۹۵۸ | ۱۹۶۳  | قهرمانی ارتش‌های جهان ۱۹۶۱ قهرمان |
| حسین جبارزادگان    | ۱۹۶۴ | ۱۹۶۶  | بازی‌های آسیایی ۱۹۶۶ سوم |
| میلوسلاو ایم       | ۱۹۷۰ | ۱۹۷۲  | قهرمانی جهان ۱۹۷۰ - اولین حضور |
| تادایی کورادا      | ۱۹۷۴ | ۱۹۷۴  | بازی‌های آسیایی ۱۹۷۴ چهارم |
| پارک سونگ          | ۱۹۷۹ | ۱۹۷۹  | |
| یدالله کارگرپیشه   | ۱۹۷۹ | ۱۹۸۱  | |
| فاروق فخرالدینی    | ۱۹۸۷ | ۱۹۸۷  | |
| مسعود صالحیه       | ۱۹۸۷ | ۱۹۸۹  | |
| حسینعلی مهرانپور   | ۱۹۸۹ | ۱۹۹۱  | |
| محمد حیدرخان       | ۱۹۹۱ | ۱۹۹۱  | جام جهانی ۱۹۹۱ - اولین حضور |
| ایوان بوگاینکوفس   | ۱۹۹۱ | ۱۹۹۳  | از سال ۱۹۹۱ تا ۱۹۹۳ به عنوان سرمربی فعالیت می‌کرد به عنوان مدیر فنی تیم ملی در تمام گروه‌های سنی بین سال‌های ۱۹۹۱–۲۰۰۷                               |
| فومیهیکو ماتسوموتو | ۱۹۹۴ | ۱۹۹۴  | |
| مسعود صالحیه       | ۱۹۹۵ | ۱۹۹۵  | قهرمانی آسیا ۱۹۹۵ چهارم |
| مهدی صابرپور       | ۱۹۹۷ | ۱۹۹۷  | |
| فومیهیکو ماتسوموتو | ۱۹۹۸ | ۱۹۹۸  | |
| مصطفی کارخانه      | ۱۹۹۹ | ۲۰۰۱  | |
| حسینعلی مهرانپور   | ۲۰۰۱ | ۲۰۰۱  | |
| پارک کی-وون        | ۲۰۰۲ | ۲۰۰۵  | بازی‌های آسیایی ۲۰۰۲ نایب قهرمان قهرمانی آسیا ۲۰۰۳ سوم                                                                                             |
| میلوراد کیاچ       | ۲۰۰۶ | ۲۰۰۶  | بازی‌های آسیایی ۲۰۰۶ پنجم |
| زوران گاییچ        | ۲۰۰۷ | ۲۰۰۸  | |
| حسین معدنی         | ۲۰۰۸ | ۲۰۱۰  | کاپ آسیا ۲۰۰۸ قهرمان قهرمانی آسیا ۲۰۰۹ نایب قهرمان کاپ آسیا ۲۰۱۰ قهرمان بازی‌های آسیایی ۲۰۱۰ نایب قهرمان                                           |
| خولیو ولاسکو       | ۲۰۱۱ | ۲۰۱۴  | قهرمانی آسیا ۲۰۱۱ قهرمان قهرمانی آسیا ۲۰۱۳ قهرمان جام بزرگ قهرمانان جهان ۲۰۱۳ چهارم لیگ جهانی ۲۰۱۳ انتخابی - اولین حضور قهرمانی جهان ۲۰۱۴ انتخابی |
| اسلوبودان کواچ     | ۲۰۱۴ | ۲۰۱۵  | لیگ جهانی ۲۰۱۴ چهارم قهرمانی جهان ۲۰۱۴ ششم بازی‌های آسیایی ۲۰۱۴ قهرمان                                                                             |
| رائول لوزانو       | ۲۰۱۶ | ۲۰۱۷  | المپیک تابستانی ۲۰۱۶ انتخابی المپیک تابستانی ۲۰۱۶ اولین حضور - پنجم                                                                               |
| ایگور کولاکوویچ    | ۲۰۱۷ | ۲۰۲۰  | جام بزرگ قهرمانان جهان ۲۰۱۷ سوم بازی‌های آسیایی ۲۰۱۸ قهرمان لیگ ملت‌ها ۲۰۱۹ پنجم قهرمانی آسیا ۲۰۱۹ قهرمان المپیک تابستانی ۲۰۲۰ انتخابی              |
| ولادیمیر الکنو     | ۲۰۲۰ | ۲۰۲۱  | المپیک تابستانی ۲۰۲۰ نهم |
| بهروز عطایی        | ۲۰۲۱ | ۲۰۲۳  | والیبال قهرمانی مردان آسیا ۲۰۲۱ |
| مائوریسیو پائز     | ۲۰۲۴ | ۲۰۲۴  | |
| روبرتو پیاتزا      | ۲۰۲۴ | اکنون | |